# Erythroxylum cumanense
Erythroxylum cumanense är en tvåhjärtbladig växtart som beskrevs av Carl Sigismund Kunth. Erythroxylum cumanense ingår i släktet Erythroxylum och familjen Erythroxylaceae. Inga underarter finns listade i Catalogue of Life.